# Mycetina minima
Mycetina minima is een keversoort uit de familie zwamkevers (Endomychidae). De wetenschappelijke naam van de soort werd in 1927 gepubliceerd door Maurice Pic.